# Waldemar Fornalik
Waldemar Józef Fornalik (ur. 11 kwietnia 1963 w Myślenicach) – polski piłkarz i trener piłkarski, w latach 2012–2013 selekcjoner reprezentacji Polski. Od 6 sierpnia 2025 trener Ruchu Chorzów.

## Kariera zawodnicza
Podczas swej kariery zawodniczej występował jako obrońca. Jest wychowankiem Ruchu Chorzów, w którym grał przez całą karierę. W I lidze zadebiutował w wieku dwudziestu lat w wyjazdowym meczu ze Stalą Mielec, trener Ruchu Orest Lenczyk wystawił go na pozycji defensywnego pomocnika. W latach 1983–1994 rozegrał w Ekstraklasie 233 spotkania, zdobywając w nich cztery gole. W 1989 zdobył z Ruchem tytuł mistrza Polski.

## Kariera trenerska
Posiada licencję UEFA Pro Licence, uprawnienia trenera I klasy, ukończył studia w Akademii Wychowania Fizycznego im. Jerzego Kukuczki w Katowicach. Trzykrotnie w plebiscycie tygodnika Piłka Nożna został uznany za trenera roku (2009 (jako trener Widzewa), 2012 (trener Ruchu), 2019 (trener Piasta)).
Kariera klubowa jako asystent
Był asystentem trenera Ruchu Chorzów w latach 1993-94 (za kadencji Edwarda Lorensa) i 1997-99 (Orest Lenczyk) oraz asystentem w drużynach Górnika Zabrze w latach 1994-95 (Edward Lorens) i Polonii Bytom w latach 1995-96 (Edward Lorens). Krótko był też pierwszym trenerem w bytomskim klubie (07-10.1996). Jako trener zadebiutował w ekstraklasie 18 października 1997, prowadząc zespół Ruchu w meczu z Wisłą Kraków (1:0) podczas nieobecności pierwszego szkoleniowca Niebieskich przebywającego wówczas za granicą. Następnie był też asystentem Wisły Kraków w latach 2000-01 (Orest Lenczyk). Jako asystent pracował też później w Amice Wronki w latach 2004-05 (Maciej Skorża).

### Kariera klubowa jako I trener przed Ruchem Chorzów
Pierwszą dłuższą pracą jako I trener była praca w Górniku Zabrze (05-10.2001, 2002-04). Jako trener pracował w Ekstraklasie również w Odrze Wodzisław Śląski (2005-06). W 2005 w Odrze zastąpił na stanowisku pierwszego trenera Franciszka Smudę. (7 lat później, w 2012 zastąpił go również na stanowisku selekcjonera).
W sezonie 2005/06 Odra zajęła szóste miejsce w ekstraklasie. Następnie trenował m.in. Polonię Warszawa (2006-07) i Widzewa Łódź (2008-09). Co ciekawe do dziś są to jedyne kluby spoza Śląska w których pracował on jako I trener. Był też trenerem młodzieżówki oraz rezerw GKS Bełchatów (8.01.2008-30.06.2008), kiedy trenerem pierwszej drużyny był Orest Lenczyk (do 21.03.2008), Jan Złomańczuk (tymczasowo, 21.03.2008-21.05.2008), Paweł Janas (od 21.05.2008)
Ruch Chorzów
27 kwietnia 2009 zastąpił Bogusława Pietrzaka na stanowisku trenera Ruchu Chorzów. W sezonie 2011/2012 zdobył z nim wicemistrzostwo Polski i doprowadził do finału Pucharu Polski. Wśród kibiców chorzowskiej drużyny otrzymał przydomek Waldek King. 7 maja 2012 roku otrzymał nagrodę trenera sezonu Ekstraklasy.

### Polska
10 lipca 2012 został przez Polski Związek Piłki Nożnej wybrany selekcjonerem reprezentacji Polski. Prowadził ten zespół podczas eliminacji do mistrzostw świata 2014, w których Polska zajęła czwarte miejsce w swojej grupie, nie uzyskując awansu. 16 października 2013, dzień po przegranym meczu z Anglią (0:2) został odwołany z funkcji selekcjonera. Pod jego wodzą drużyna narodowa rozegrała osiemnaście spotkań (osiem zwycięstw, cztery remisy, sześć porażek).
Powrót do Ruchu Chorzów
7 października 2014 ponownie został I trenerem Ruchu Chorzów, przejmując go od Jána Kociana. Ponownie odszedł z tego klubu 22 kwietnia 2017 po przegranym meczu z Lechem Poznań (0:3). Zostawił wówczas Ruch na czternastym miejscu z tym samym dorobkiem punktowym, co drużyny będące na miejscach spadkowych. Ostatecznie w tamtym sezonie Ruch spadł z Ekstraklasy.

### Piast Gliwice
We wrześniu 2017 Waldemar Fornalik zastąpił Dariusza Wdowczyka na stanowisku trenera Piasta Gliwice. Jego asystentem został jego młodszy brat Tomasz. W sezonie 2018/19 zdobył z Piastem mistrzostwo Polski. W Piaście pracował do 27 października 2022.

### Zagłębie Lubin
29 listopada 2022 został trenerem Zagłębia Lubin, podpisał kontakt do 30 czerwca 2024 który został przedłużony do 30 czerwca 2025. Został odwołany z funkcji 23 września 2024.
Kolejny powrót do Ruchu Chorzów
6 sierpnia 2025 po raz trzeci został trenerem grającego w Betclic 1. liga Ruchu Chorzów.

## Sukcesy

### Piłkarskie
Ruch Chorzów
- Mistrzostwo Polski: 1989

### Trenerskie
Ruch Chorzów
- Wicemistrzostwo Polski: 2011/12
- Finał Pucharu Polski: 2008/09, 2011/12

Piast Gliwice
- Mistrzostwo Polski: 2018/19

## Życie prywatne
Brat Tomasza Fornalika, polskiego piłkarza i trenera.